# 't Rozendael
't Rozendael (ook Rosendael) is een buitenplaats ten westen van de Overijsselse plaats Heino.
't Rozendael ontwikkelde zich sinds de eerste vermelding in 1394 van een gewoon boerenerf tot een buitenplaats. Aanvankelijk stond er op deze plaats een zogenaamde spieker, bedoeld voor de opslag van graan. Vanaf de 17e eeuw werd 't Rozendael gebruikt als een lustoord voor de Zwolse eigenaren. In de 19e eeuw kwam 't Rozendael in het bezit van de predikant J. Koster van Houten, die het hoofdgebouw liet verbouwen en uitbreiden. In 1914 verwierf de familie Van Ittersum opnieuw deze buitenplaats. Om het bezit in stand te houden werd het landgoed in 1939 ondergebracht in een stichting, het Baron van Ittersum Fonds. Sinds die tijd werd het landgoed verder uitgebreid, onder andere door de aankoop van gronden van het aangrenzende Nijenhuis dat eeuwenlang vanaf 1487 al in bezit van de familie Van Ittersum was geweest.
In 1999 werd de buitenplaats aangemerkt als rijksmonument en in 2000 ingeschreven in het rijksmonumentenregister. Tot het monumentaal beschermde complex behoren, naast het landhuis, ook onder meer het koetshuis met schuur, het park, de toegangsbrug, een muur met een druivenkas, de duiventil en diverse tuinornamenten. De duiventil, gelegen op een weiland voor het landhuis, is in de kleuren rood en wit geschilderd, kleuren die verwijzen naar het wapen van de familie Van Ittersum.

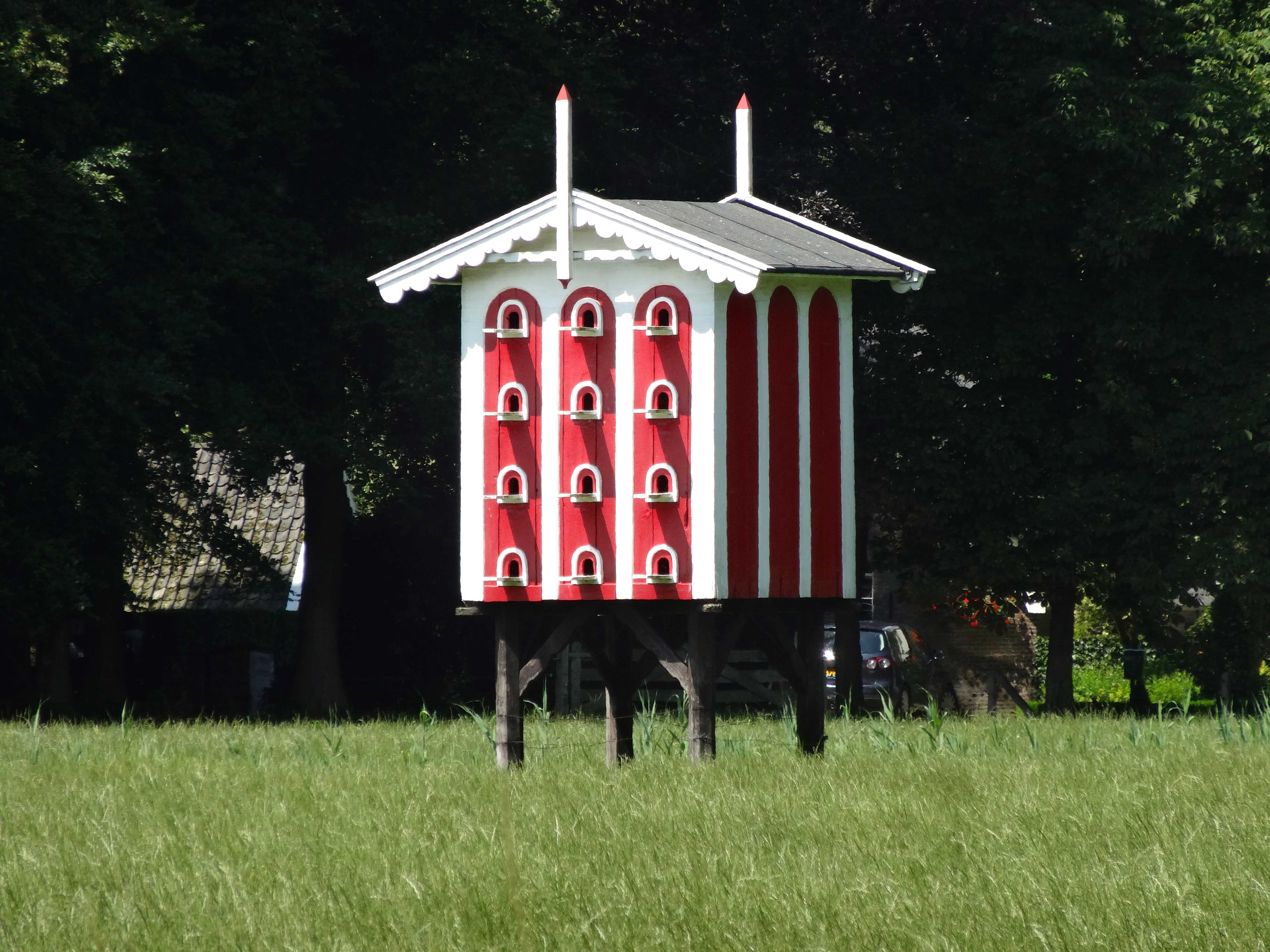
De rood-wit geschilderde duiventil van 't Rozendael